# سايروس روليت سميث
سايروس روليت سميث (بالإنجليزية: C. R. Smith)‏ (و. 1899 – 1990 م) كان الرئيس التنفيذي لشركة أميريكان أيرلاينز من عام 1934 إلى 1968 ومن عام 1973 إلى 1974. وكان أيضا نائب قائد الحرب في قيادة النقل الجوي، ووزير التجارة الأمريكي لفترة وجيزة في عهد الرئيس ليندون جونسون. ويعتبر أحد أهم الشخصيات في تاريخ الطيران في الولايات المتحدة.

## التعليم
تعلم في جامعة تكساس، أوستن.

## روابط خارجية
- سايروس روليت سميث على موقع الموسوعة البريطانية (الإنجليزية)
- سايروس روليت سميث على موقع مونزينجر (الألمانية)
- سايروس روليت سميث على موقع إن إن دي بي (الإنجليزية)